# Gonca Türkeli-Dehnert

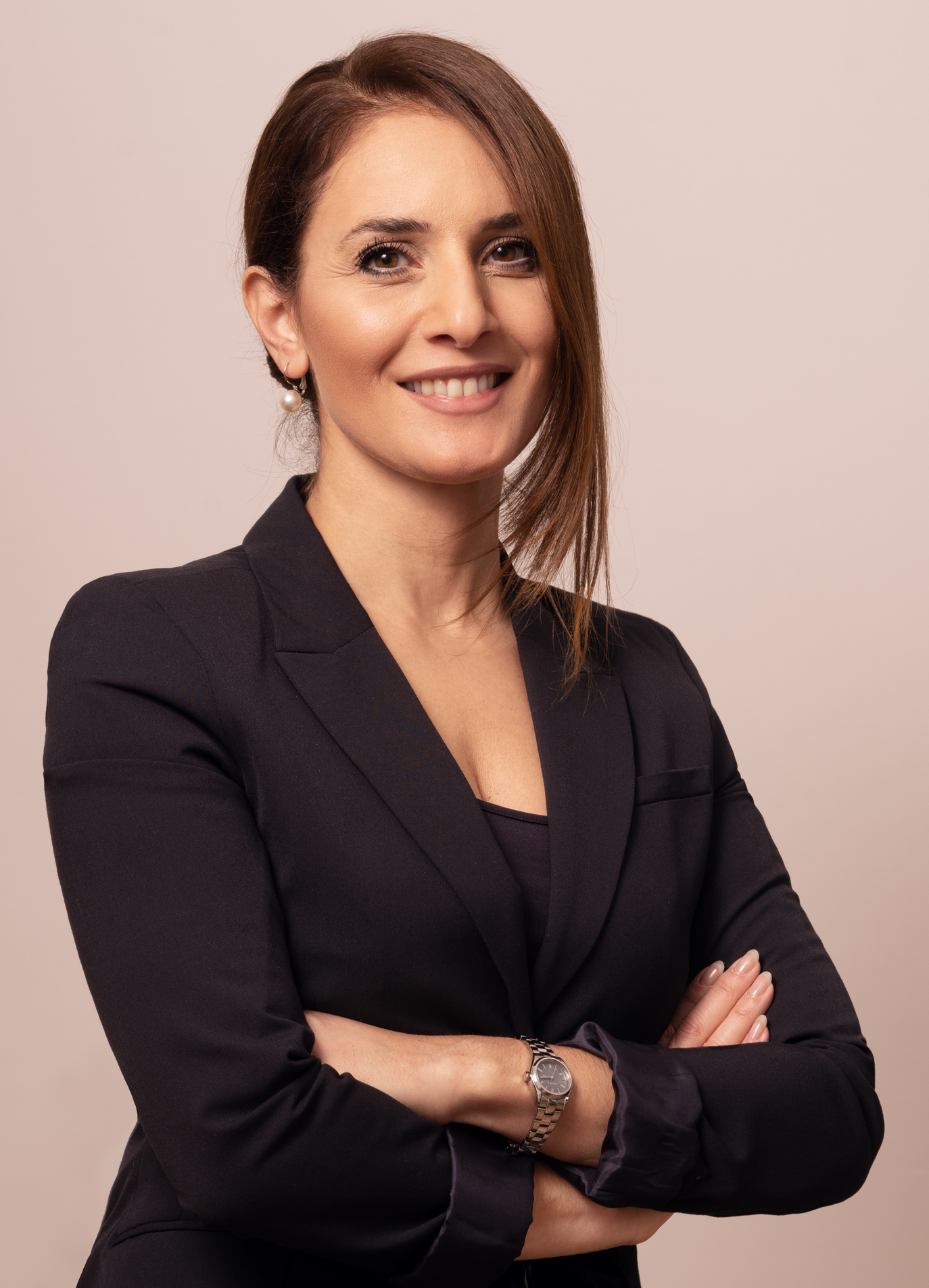
Gonca Türkeli-Dehnert (2022)

Gonca Türkeli-Dehnert (* 3. Dezember 1975 in Berlin) ist eine deutsche Verwaltungsjuristin, Ministerial- und politische Beamtin (CDU). Von Oktober 2021 bis Juni 2022 war sie Staatssekretärin für Integration im Ministerium für Kinder, Familie, Flüchtlinge und Integration des Landes Nordrhein-Westfalen, seit 30. Juni 2022 ist sie als Staatssekretärin im Ministerium für Kultur und Wissenschaft des Landes Nordrhein-Westfalen tätig.

## Leben und Arbeit
Türkeli-Dehnert ist Tochter türkischer Einwanderer und studierte ab 1994 Rechtswissenschaften in Berlin. 2003 absolvierte sie ihr Rechtsreferendariat am Kammergericht, im November 2005 legte sie ihr Zweites Juristisches Staatsexamen mit dem Schwerpunkt Europarecht ab. Nach dem Ende ihres Studiums war sie ab 2006 zunächst im Rechtsreferat des Arbeitsstabs der Beauftragten der Bundesregierung für Migration, Flüchtlinge und Integration im Bundeskanzleramt, später ebendort in der Extremismus-Prävention und schlussendlich als stellvertretende Leiterin des Referats Gesellschaftliche Integration tätig. Zum 1. Februar 2018 übernahm sie die Geschäftsführung der Deutschlandstiftung Integration.
Im Zuge der Bildung des Kabinetts Wüst I wurde Türkeli-Dehnert am 28. Oktober 2021 zur Integrationsstaatssekretärin im Ministerium für Kinder, Familie, Flüchtlinge und Integration des Landes Nordrhein-Westfalen. Sie folgt dabei auf Serap Güler, die in den Deutschen Bundestag gewählt worden war. Türkeli-Dehnert gehört der Fachkommission „Wertefundament und Grundlagen der CDU“ an, deren Aufgabe es ist, eine Grundwertecharta für die CDU zu erarbeiten. Nach der nordrhein-westfälischen Landtagswahl am 15. Mai 2022 gehörte sie zum Sondierungsteam der CDU in den schwarz-grünen Sondierungsgesprächen. Am 30. Juni 2022 wurde sie von Ministerpräsident Hendrik Wüst im Zuge der Bildung des Kabinetts Wüst II zur Staatssekretärin im Ministerium für Kultur und Wissenschaft des Landes Nordrhein-Westfalen ernannt.